# Тревос-Гед
50°32′52″ пн. ш. 5°1′54″ зх. д. / 50.54778° пн. ш. 5.03167° зх. д.
Тревос-Гед (англ. Trevose Head) — мис на узбережжі Атлантичного океану на півночі Корнволлу, в Англії у Великій Британії.

## Географія
Мис розташований приблизно в 8,0 км на захід від Падстоу. Шлях Південно-Західного узбережжя проходить по всьому мису і знаходиться в межах Корнуольської зони видатної природної краси та узбережжя спадщини на Тревос-Гед.
У ясну погоду відвідувачі Тревос-Геда можуть побачити практично все північне узбережжя Корнуолу; на північ краєвид виходить за межі Корнуолла до Гартленд-Пойнт (64 км), Девон; на південь він простягається за межі Сент-Айвза до мису на Пенден-Вочт (56 км).

## Світлини

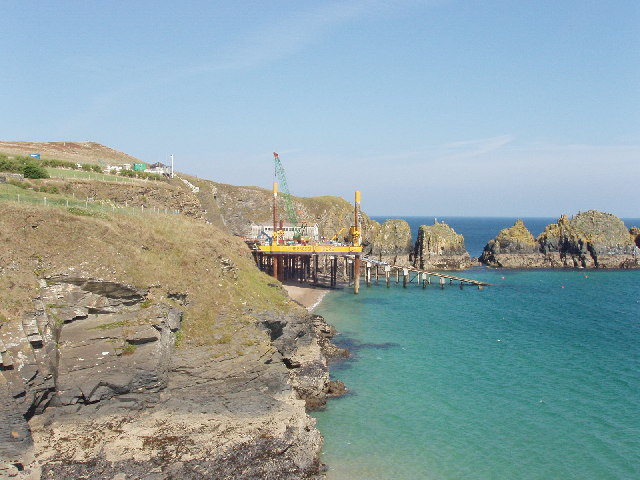
Рятувальна станція на Тревос-Гед
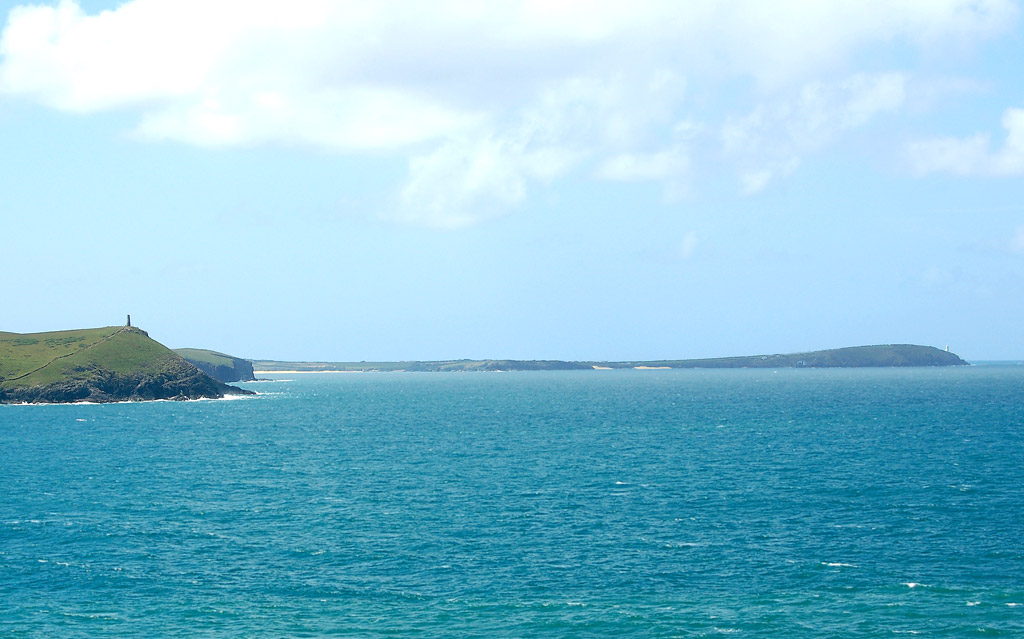
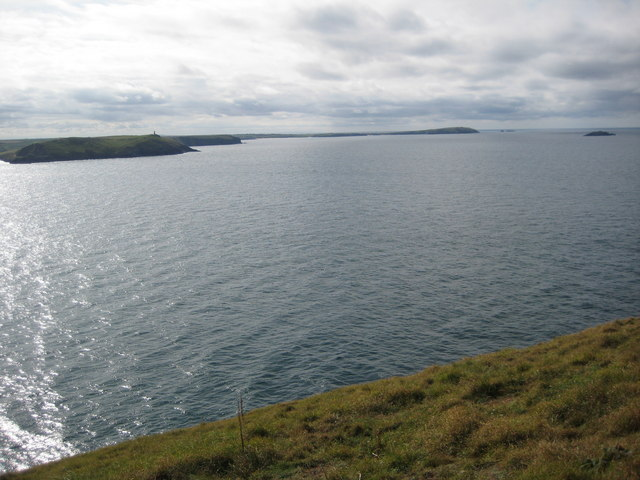
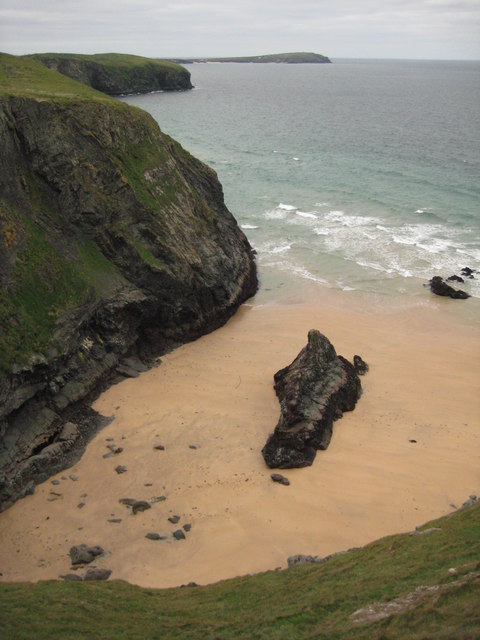